# Рёдермарк
Рёдермарк (нем. Rödermark) — город в Германии, в земле Гессен. Подчиняется административному округу Дармштадт. Входит в состав района Оффенбах. Население составляет 25 926 человек (на 2010 год). Занимает площадь 29,99 км². Официальный код — 06 4 38 012.
Город подразделяется на 5 городских районов.